# Élections constituantes de 1945 dans les Basses-Pyrénées
Les élections constituantes françaises de 1945 se déroulent le 21 octobre.

## Mode de scrutin
Les députés sont élus selon le système de représentation proportionnelle suivant la règle de la plus forte moyenne dans le département, sans panachage ni vote préférentiel. Il y a 586 sièges à pourvoir.
Dans le département des Basses-Pyrénées, cinq députés sont à élire.

## Élus
Les cinq députés élus sont : 
| Identité                 | Parti | Parti          |
| ------------------------ | ----- | -------------- |
| Pierre de Chevigné       |       | MRP            |
| Jean Etcheverry-Aïnchart |       | RI             |
| Jean-Louis Tinaud        |       | MRP            |
| Albert Mora              |       | PCF            |
| Maurice Delom-Sorbé      |       | JR (aff. UDSR) |

## Résultats

### Résultats à l'échelle du département
| Parti          | Parti                                            | Tête de liste       | Résultats | Résultats | Sièges | Sièges |
| Parti          | Parti                                            | Tête de liste       | Voix      | %         |        |        |
| -------------- | ------------------------------------------------ | ------------------- | --------- | --------- | ------ | ------ |
|                | Mouvement républicain populaire                  | Pierre de Chevigné  | 101 660   | 52,47     | 3      |        |
|                | Parti communiste français                        | Albert Mora         | 36 277    | 18,73     | 1      |        |
|                | Rassemblement socialiste (UDSR - SFIO)           | Maurice Delom-Sorbé | 36 256    | 18,71     | 1      |        |
|                | Parti républicain, radical et radical-socialiste | Jean Mendiondou     | 19 547    | 10,09     | -      |        |
|                |                                                  |                     |           |           |        |        |
| Inscrits       | Inscrits                                         | Inscrits            | 258 761   |           | 5      |        |
| Votants        | Votants                                          | Votants             | 199 921   | 77,26     |        |        |
| Blancs et nuls | Blancs et nuls                                   | Blancs et nuls      | 6 183     | 3,09      |        |        |
| Exprimés       | Exprimés                                         | Exprimés            | 193 740   | 96,91     |        |        |